# Misje dyplomatyczne na Węgrzech
     Węgry
     Kraje, które mają swoje przedstawicielstwa dyplomatyczne na Węgrzech z siedzibą w Budapeszcie

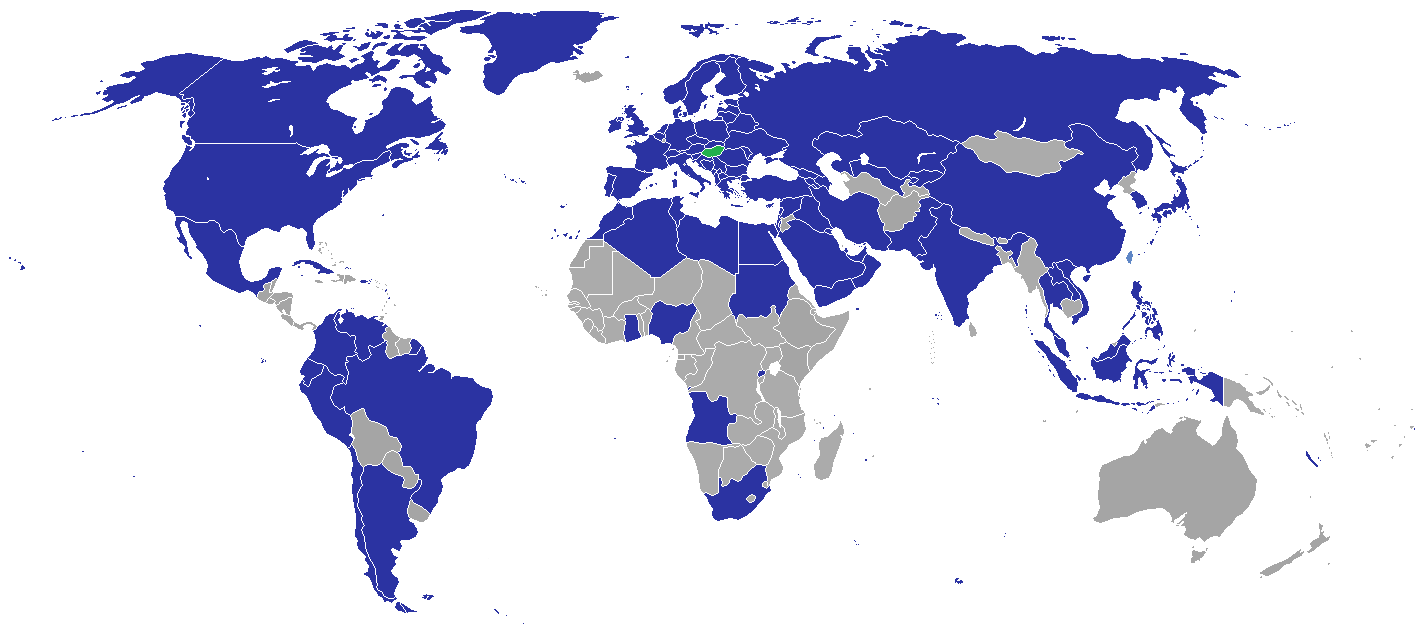
Węgry
Kraje, które mają swoje przedstawicielstwa dyplomatyczne na Węgrzech z siedzibą w Budapeszcie

Misje dyplomatyczne na Węgrzech – obecne przedstawicielstwa dyplomatyczne na Węgrzech. Stan na maj 2019. Lista pomija ambasadorów wizytujących i konsulów honorowych.
Dziekanem korpusu dyplomatycznego akredytowanego na Węgrzech jest z urzędu nuncjusz apostolski na Węgrzech od momentu złożenia listów uwierzytelniających.

## Misje dyplomatyczne na Węgrzech
Wszystkie przedstawicielstwa mają swoją siedzibę w Budapeszcie.
| - Albania - Austria - Belgia - Białoruś - Bośnia i Hercegowina - Bułgaria - Chorwacja - Cypr - Czarnogóra - Czechy - Dania - Estonia - Finlandia - Francja - Grecja - Hiszpania - Holandia - Irlandia - Kosowo - Litwa - Łotwa - Macedonia Północna - Mołdawia - Niemcy - Norwegia - Polska - Portugalia - Rosja - Rumunia - Serbia - Słowacja - Słowenia - Stolica Apostolska - Szwajcaria - Szwecja - Ukraina - Wielka Brytania - Włochy | - Arabia Saudyjska - Azerbejdżan - Chiny - Filipiny - Gruzja - Indie - Indonezja - Irak - Iran - Izrael - Japonia - Jemen - Katar - Kazachstan - Korea Południowa - Kuwejt - Liban - Malezja - Mongolia - Pakistan - Palestyna - Syria - Tajlandia - Turcja - Wietnam - Zjednoczone Emiraty Arabskie | - Angola - Algieria - Egipt - Libia - Maroko - Nigeria - Południowa Afryka - Sudan - Tunezja | - Argentyna - Brazylia - Chile - Ekwador - Kolumbia - Peru - Wenezuela - Kanada - Kuba - Meksyk - Stany Zjednoczone | - Unia Europejska - Zakon Maltański |

## Misje dyplomatyczne przy innych państwach z dodatkową akredytacją na Węgrzech
W nawiasach podano miasto, w którym rezyduje dany przedstawiciel.
| - Andora (Wiedeń) - Luksemburg (Wiedeń) | - Bahrajn (Berlin) - Bangladesz (Wiedeń) - Brunei (Bruksela) - Jordania (Wiedeń) - Kambodża (Berlin) - Kirgistan (Wiedeń) - Korea Północna (Wiedeń) - Laos (Wiedeń) - Mjanma (Belgrad) - Nepal (Berlin) - Oman (Wiedeń) - Sri Lanka (Wiedeń) - Tadżykistan (Wiedeń) - Turkmenistan (Wiedeń) - Uzbekistan (Wiedeń) - Australia (Wiedeń) - Nowa Zelandia (Wiedeń) - Samoa (Bruksela) | - Benin (Genewa) - Burkina Faso (Wiedeń) - Burundi (Berlin) - Czad (Moskwa) - Erytrea (Berlin) - Eswatini (Genewa) - Etiopia (Genewa) - Gambia (Paryż) - Ghana (Praga) - Gwinea (Belgrad) - Gwinea Bissau (Moskwa) - Kenia (Wiedeń) - Lesotho (Rzym) - Madagaskar (Moskwa) - Malawi (Berlin) - Mauretania (Berlin) - Mozambik (Berlin) - Namibia (Wiedeń) - Niger (Berlin) - Republika Zielonego Przylądka (Bruksela) - Rwanda (Berlin) - Seszele (Bruksela) - Tanzania (Berlin) - Togo (Berlin) - Uganda (Berlin) - Wybrzeże Kości Słoniowej (Wiedeń) - Zambia (Berlin) | - Boliwia (Wiedeń) - Paragwaj (Wiedeń) - Urugwaj (Wiedeń) - Gwatemala (Wiedeń) - Haiti (Nowy Jork) - Jamajka (Berlin) - Kostaryka (Berlin) - Panama (Wiedeń) - Salwador (Wiedeń) |

## Misje konsularne na Węgrzech
uwzględniono jedynie konsulaty zawodowe
- Konsulat Generalny Chorwacji w Peczu
- Konsulat Generalny Rosji w Debreczynie
- Konsulat Generalny Rumunii w Gyuli
- Konsulat Generalny Rumunii w Segedynie
- Konsulat Generalny Słowacji w Békéscsabie
- Konsulat Generalny Słowenii w Szentgotthárdzie